# Aspilota pumiliformis
Aspilota pumiliformis är en stekelart som beskrevs av Fischer och Samiuddin 2008. Aspilota pumiliformis ingår i släktet Aspilota och familjen bracksteklar. Inga underarter finns listade.